# Christian Bau (Regisseur)

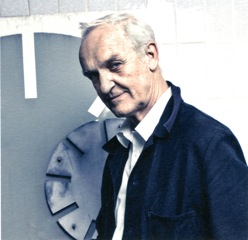
Christian Bau

Christian Bau (* 31. Juli 1942 in Hamburg) ist ein deutscher Filmregisseur, Kameramann und Filmproduzent.

## Leben
Christian Bau machte eine Ausbildung zum Fotografen. Von 1965 bis 1969 studierte er in Hamburg an der Hochschule für bildende Künste Hamburg (HfbK) bei Wolfgang Ramsbott experimentellen Film. Dazwischen längere Berlin-Aufenthalte im Literarischen Colloquium.
1970 und 1971 arbeitete er als Assistent von Werner Nekes an der HfbK. 1979 war er Gründungsmitglied des Medienzentrums „Die Thede“ in Hamburg Altona. 1999 gründete er die „Thede Filmproduktion“.
Der Dokumentarfilmer unterrichtete an der Deutschen Film- und Fernsehakademie Berlin und der HfBK in Hamburg. Im Herbst 2010 wurde Christian Baus Dokumentarfilm über den Künstler Jimmy Ernst mit dem Titel Zwiebelfische – Jimmy Ernst, Glückstadt / New York zusammen mit einem bibliophilen Buch herausgebracht. 2011 eröffnete er eine Ausstellung im Museum der Arbeit Hamburg: „Zwiebelfische, Jimmy Ernst & der chinesische Zirkel, Glückstadt-New York“ mit Fotos von Candida Höfer".
Christian Bau ist Mitglied der Arbeitsgemeinschaft Dokumentarfilm agdok sowie der Freien Akademie der Künste in Hamburg.
Er ist verheiratet mit der Filmemacherin und Editorin Maria Hemmleb und gemeinsam haben sie einen Sohn. Mit ihr lebt er in Hamburg.

## Filmografie
- 1965: Anfangszeiten
- 1967: Crash
- 1968: Lübke - Projektion für Erlebnisgeige und Nebelkerze im Grünspan
- 1968: Denkmal - Installation mit Hamburger Gitter im Foyer Grünspan
- 1968: Papier + Form
- 1969: Kubla Khan
- 1972: Ottensen kämpft - Wenn das so kommt
- 1983: Hamburg-Altona, ein starkes Stück (Gemeinschaftsprojekt der thede)
- 1983: Aus Lust am Schauen
- 1984: Thedebadfilm
- 1985: Das Neue Hamburg
- 1985: Liebeskummer
- 1986: Her mit dem schönen Leben
- 1987: Maschinensturm
- 1990: Lubitsch Junior
- 1991: Mai - tape
- 1992: Rendezvous der Freunde
- 1995: Eiffe for President
- 1998: Die Kritische Masse. Film im Underground – Hamburg ´68
- 1999: 6 Filme für Allermöhe (Projekt im Rahmen von Kunst im öffentlichen Raum)
- 2000: Die Abaton Saga
- 2004: Axensprung[2]
- 2005: Schuss ins Blau[3]
- 2005: Handling Death
- 2005: Shiva´s Places
- 2008: Belfruit and Loincloth
- 2010: Zwiebelfische, Jimmy Ernst - Glückstadt / New York[4][5]
- 2011: Getting Married, Marriage Rituals among the Newars of Bhaktapur, Nepal
- 2011: The Authentic Replica, Rebuilding of the Shinto Shrines at Ise, Japan
- 2011: Temples of Jains, The Process of Cyclic Renewal
- 2015: Snapshot Mon Amour, Kurzfilm
- 2022: Der Tote im Livestream, Kurzfilm

## Auszeichnungen
- 1987: Preis der deutschen Filmkritik für Maschinensturm
- 2011: Norddeutscher Filmpreis: „Bester Dokumentarfilm“ für Zwiebelfische, Jimmy Ernst - Glückstadt / New York